# Nik Caner-Medley
Niklas Anthony Caner-Medley, detto Nik (Beverly, 20 ottobre 1983), è un ex cestista statunitense naturalizzato azero.

## Palmarès

### Squadra
- Coppa di Israele: 1

Maccabi Tel Aviv: 2012-2013
- Coppa di Lega israeliana: 1

Maccabi Tel Aviv: 2012
- Leaders Cup: 1

Monaco: 2017

### Individuale
- All-ULEB Eurocup First Team: 1

Valencia: 2011-12
- All-ULEB Eurocup Second Team: 1

Estudiantes Madrid: 2010-11